# Пилоусы (род)
Пилоусы (лат. Heterocerus) — род жуков из семейства пилоусов.

## Описание
Усики 10- или 11-сегментные, с третьего или пятого сегмента пыльчатые, образуют удлинённую булаву. Верхняя часть тела в более или менее стоячих или наклонённых волосках. Большей частью и перевязями из светлых на чёрном или коричневом фоне.

## Систематика
Некоторые виды:
- Heterocerus aragonicus
- Heterocerus dayremi
- Heterocerus etruscus
- Heterocerus fenestratus
- Heterocerus flexuosus
- Heterocerus fossor
- Heterocerus fulvipes
- Heterocerus fusculus
- Heterocerus hankae
- Heterocerus holosericeus
- Heterocerus humilis
- Heterocerus infuscatus
- Heterocerus jelineki
- Heterocerus kamtschaticus
- Heterocerus kaszabi
- Heterocerus lorenzevae
- Heterocerus magnus
- Heterocerus marginatus
- Heterocerus medius
- Heterocerus morgani
- Heterocerus mus
- Heterocerus nepalensis
- Heterocerus novaeselandiae
- Heterocerus obsoletus
- Heterocerus ottomerkli
- Heterocerus pallidivestis
- Heterocerus parallelus
- Heterocerus persicus
- Heterocerus pulchellus
- Heterocerus sauteri
- Heterocerus sichuanensis
- Heterocerus stultus
- Heterocerus thebaicus
- Heterocerus thieleni